# Hugh Gillin
Hugh Clair Gillin Jr. (* 14. Juli 1925 in Galesburg, Illinois; † 4. Mai 2004 in San Diego, Kalifornien) war ein US-amerikanischer Schauspieler.

## Leben
Gillin war der Sohn von Marguerite Clarke und Hugh Clair Gillin. 1939 verließ der Vater die Familie und er wurde fortan von der Mutter und den Großeltern in Pittsburg in Kansas aufgezogen. An der Pittsburg High School trat er dem Basketball-Team „Purple Dragon“ bei und wurde aufgrund seiner Leistungen in der Sportart landesweit bekannt. 1943 machte er seinen High-School-Abschluss und trat der United States Army während des Zweiten Weltkriegs bei; dort wurde er Squad Leader der 100th Training Division („Century Division“). Bei einem Einsatz in Frankreich wurde Gillin an der Maginot-Linie durch einen Schuss ins Bein verwundet und für seinen Einsatz im Dienst mit dem Purple Heart (Purple Cross), dem Bronze Star und dem Combat Infantry Badge (CIB) ausgezeichnet.
Im Anschluss an seinen Militärdienst beendete er das College und begann Erdölgeologie an der Universität von Kansas zu studieren, die er 1950 abschloss. Zu dieser Zeit gehörte er der Studentenverbindung „Beta Theta Pi“ an und spielte 1947 unter Trainer Phog Allen in der Basketball-Mannschaft der Universität, den Kansas Jayhawks. Anfang der 1970er Jahre beschloss Gillin sich professionell der Schauspielerei zu widmen und zog 1973 nach Los Angeles.
Vom 17. Juni 1947 bis 1964 war er mit Mary „Mimi“ Constance Nettels verheiratet, mit der er vier Kinder hatte: Mark Andrew, Timothy Clair, Marcia Anne und John „Jed“ Edward. Ab dem 12. Februar 1983 war er – bis zu seinem Tod – in zweiter Ehe mit Janet R. Mackey verheiratet.
Gillin starb im Alter von 78 Jahren an Herzversagen in San Diego und wurde auf dem Highland Park Cemetery in Pittsburg beigesetzt.

## Karriere
Gillin hatte während seiner Karriere zahlreiche Rollen im Film, im Fernsehen und auch auf der Bühne.
Erstmals im Film war Gillin 1972 – im Alter von 47 Jahren – in Die Professionals an der Seite von Lee Marvin, Gene Hackman und Sissy Spacek zu sehen.
Zu seinen bekannteren Filmen gehörten Paper Moon (1973), The Rose (1979), Der Jazz-Sänger (1980), Die unglaubliche Reise in einem verrückten Raumschiff (1982), Psycho II (1983), Psycho III (1986), Rocket Man (1986), Elvira – Herrscherin der Dunkelheit (1988) und Zurück in die Zukunft III (1990).
Zwischen 1975 und 1998 war er in zahlreichen Haupt- und Nebenrollen in Fernsehserien und Fernsehfilmen zu sehen; seinen letzten Auftritt im Fernsehen hatte er 1998 in einer Folge der Fernsehserie Pensacola – Flügel aus Stahl.
Gillin war Mitglied der Academy of Motion Picture Arts and Sciences (AMPAS) und der Screen Actors Guild (SAG); in der ehemaligen Schauspieler-Gewerkschaft war er für zwei Amtszeiten Mitglied des Vorstands. Er war aufgrund seiner eigenen Vorgeschichte und der seines Vaters auch bei den Anonymen Alkoholikern aktiv.
Im deutschen Sprachraum wurde er unter anderem von Heinz Theo Branding, Kaspar Eichel, Erich Fiedler, Heinz Giese, Manfred Grote, Hans W. Hamacher, Andreas Hanft, Alexander Herzog, Rolf Jülich, Jürgen Kluckert, Helmut Krauss, Karl-Heinz Krolzyk, Arnold Marquis, Karl-Ulrich Meves, Klaus Miedel, Walter Reichelt, Wolf Rüdiger Reuterman, Michael Rüth, Peter Schiff, Horst Schön, Karl Schulz, Franz-Josef Steffens, Klaus Tilsner, Eric Vaessen, Wolfgang Völz und Hans-Dieter Zeidler synchronisiert.

## Filmografie (Auswahl)

### Film
- 1972: Die Professionals (Prime Cut)
- 1973: Paper Moon
- 1973: A Field of Honor (Kurzfilm)
- 1975: I Wonder Who’s Killing Her Now?
- 1977: Billy Jack Goes to Washington
- 1977: Die 3000-Meilen-Jagd (The 3,000 Mile Chase, Fernsehfilm)
- 1977: Herowork
- 1977: Father Knows Best: Home for Christmas (Fernsehfilm)
- 1978: Die Bären sind nicht mehr zu bremsen (The Bad News Bears Go to Japan)
- 1979: The Night Rider (Fernsehfilm)
- 1979: The Waltzing Policemen (Kurzfilm)
- 1979: Butch & Sundance – Die frühen Jahre (Butch and Sundance: The Early Days)
- 1979: The Rose
- 1980: Trouble in High Timber Country (Fernsehfilm)
- 1980: Der Jazz-Sänger (The Jazz Singer)
- 1980: The Goosehill Gang and the Gold Rush Treasure Map (Kurzvideo)
- 1981: Gehirnwäsche (Circle of Power)
- 1981: Gabe and Walker (Fernsehfilm)
- 1981: Border Pals (Fernsehfilm)
- 1981: Ein Montag im Oktober (First Monday in October)
- 1981: Das Schicksal kennt kein Erbarmen (Callie & Son, Fernsehfilm)
- 1981: Death of a Centerfold: The Dorothy Stratten Story (Fernsehfilm)
- 1982: Flyers (Kurzfilm)
- 1982: Deadly Alliance
- 1982: Mord in Zelle 3 (Fast-Walking)
- 1982: The Big Easy (Fernsehfilm)
- 1982: Die unglaubliche Reise in einem verrückten Raumschiff (Airplane II: The Sequel)
- 1983: Psycho II
- 1984: Einmal Hölle und zurück (Purple Hearts)
- 1985: Promises to Keep (Fernsehfilm)
- 1985: North Beach and Rawhide (Fernsehfilm)
- 1986: Rocket Man (The Best of Times)
- 1986: Psycho III
- 1986: Johnnie Mae Gibson: FBI (Fernsehfilm)
- 1986: Gesucht – Tot oder lebendig (Wanted: Dead or Alive)
- 1988: Elvis und ich (Elvis and Me, Fernsehfilm)
- 1988: Traxx – Scharfe Waffen, heiße Kekse (Traxx)
- 1988: Hilfe, ich bin ein Außerirdischer – Ausgeflippte Zeiten auf der Erde (Doin’ Time on Planet Earth)
- 1988: Elvira – Herrscherin der Dunkelheit (Elvira, Mistress of the Dark)
- 1990: Zurück in die Zukunft III (Back to the Future Part III)
- 1994: Tödliche Recherche (The Corpse Had a Familiar Face, Fernsehfilm)
- 1996: The Undercover Man (Wiseguy, Fernsehfilm)
- 1996: What Love Sees – Die mit dem Herzen sehen (What Love Sees, Fernsehfilm)

### Fernsehen
- 1975: Maude
- 1975: Der Sechs-Millionen-Dollar-Mann
- 1976: Drei Engel für Charlie
- 1976: Eine amerikanische Familie
- 1976–1977: Mary Hartman, Mary Hartman
- 1978: Richie Brockelman, Private Eye
- 1978: M*A*S*H
- 1978: Lou Grant
- 1978–1979: WKRP in Cincinnati
- 1978–1982: Quincy
- 1979: Carter Country
- 1980: Hart aber herzlich (Hart to Hart, Fernsehserie, Folge: Friedwart kennt den Mörder)
- 1980: Imbiß mit Biß (Alice)
- 1980: CBS Library
- 1980: Semi-Tough
- 1980–1981: The Facts of Life
- 1981: Sheriff Lobo (The Misadventures of Sheriff Lobo)
- 1981: Benson
- 1981: Herzbube mit zwei Damen
- 1981: Ein Duke kommt selten allein
- 1981: Mork vom Ork
- 1981: Lewis & Clark
- 1982: The Greatest American Hero
- 1983: Square Pegs
- 1983: Das A-Team
- 1983: Hotel
- 1983: Die Texas-Klinik (Cutter to Houston)
- 1983: Der Feuersturm (Kurzserie)
- 1983: Sadat (Kurzserie)
- 1983–1984: Kampf um Yellow Rose (The Yellow Rose)
- 1984: Knight Rider
- 1984: Mike Hammer (Mickey Spillane’s Mike Hammer)
- 1985: Airwolf
- 1985: V – Die außerirdischen Besucher kommen (auch: V: Die außerirdischen Besucher kommen zurück)
- 1985: Wer ist hier der Boss?
- 1985: Unglaubliche Geschichten
- 1985: Trio mit vier Fäusten
- 1986: Dallas
- 1987: California Clan
- 1987: Private Eye
- 1988: In der Hitze der Nacht
- 1988: Newhart
- 1989: Snoops
- 1989: Matlock
- 1989: Mr. Belvedere
- 1990: Columbo: Ruhe sanft, Mrs. Columbo (Rest in Peace, Mrs. Columbo)
- 1990: Zurück in die Vergangenheit
- 1993: Against the Grain
- 1998: Pensacola – Flügel aus Stahl